# Bang Na
Bang Na (in thailandese: บางนา) è uno dei 50 distretti (khet) della città di Bangkok, in Thailandia.